# Seule ce soir
Seule ce soir, ou Je suis seule ce soir, est une chanson française créée par Léo Marjane en 1941, sur des paroles de Rose Noël et Jean Casanova, et une musique de Paul Durand, éditée par les éditions musicales Europa,.
Elle est enregistrée pour la première fois par Assia de Busny le 21 juillet 1941, puis par Léo Marjane le 29 juillet 1941.
Toute en retenue et en pudeur, elle remporte un immense succès pendant l'Occupation allemande car s'y reconnaissent les nombreuses femmes françaises dont le mari est prisonnier de guerre en Allemagne.

## Reprises
La chanson est reprise de nombreuses fois par
- Lucienne Delyle
- Juliette Gréco
- Mireille Mathieu
- Simone Langlois
- Assia de Busny
- André Claveau
- Michel Louvain
- Jacqueline François
- Charles Dumont (chanteur)
- Mona Goya en 1943 dans le film Donne-moi tes yeux de Sacha Guitry
- Hana Hegerová

En 2011, la chanson est présente dans le film de Woody Allen Minuit à Paris.